# Гійом Дюпюїтрен
Барон Гійом Дюпюїтрен (фр. Guillaume Dupuytren, 5 жовтня 1777, П'єрр-Бюфф'єр, Верхня В'єнна, Франція — 8 лютого 1835, Париж, Франція) — французький анатом і військовий хірург. Відомий найбільше завдяки контрактурі Дюпюїтрена, яку він описав у 1831 році.

## Біографія
Гійом народився у селі П'єрр-Бюфф'єр у сім'ї адвоката.
У віці трьох років його викрала багата дама з Тулузи, забравши до себе в карету. Але потім повернула.
У 7 років Гійом втік з дому, але його повернули та покарали. Невдовзі після того через село проходили кавалеристи. Вони з дозволу батьків забрали малого у Париж, де один з них оплачував його навчання. По закінченню коледжу Гійом хотів піти у військо, але батько заборонив це робити і змусив поступити у медико-хірургічну школу при лікарні святого Алексіса у Ліможі зі суворим наказом стати хірургом.
Помер 8 лютого 1835 року. На розтині виявлено інсульт, двосторонній туберкульозний плеврит і камені в нирках.